# Vassili Kalínnikov
Vassili Kalínnikov   (Pervy Voin, 1 de gener de 1866 (Julià) - Ialta, 29 de desembre de 1900 (Julià)), nom complet amb patronímic Vassili Serguéievitx Kalínnikov, rus: Василий Сергеевич Калинников, fou un compositor rus.

## Biografia
Deixeble de Blaramberg, mostrà des de les seves primeres obres, excepcionals aptituds per a la composició, i arribà a ocupar de molt jove un dels més distingits llocs en l'escola moderna russa. Entre les seves obres principals, editades per Jürgenson, podem assenyalar: dues simfonies; dos intermezzi per a orquestra; dos esbossos simfònics; la música d'escena per al Tsar Borís, d'A. Tolstoi; un Quartet de corda, i la Rusalka, balada per a solo, cor i orquestra. La Primera Simfonia sintetitza, tanmateix, totes les belles facetes del seu talent artístic. És una obra fogosa, desbordant de fresca i sana inspiració, i què, endemés, té el mèrit de ser genuïnament nacional. Són també molt interessants les obres per a piano i els lieder d'aquest autor, la brillant carrera artística del qual segà una mort prematura ocasionada per la tuberculosi.
Començà la seva formació en el cor del seminari d'Oriol i el 1884 aconseguí una beca per a estudiar a Moscou, i rebé classes de fagot i composició amb Aleksandr Ilinski i Pàvel Blaramberg. La pobresa de la seva família no li va permetre estudiar en el Conservatori i degué sostenir-se econòmicament tocant fagot, timbales i violí en orquestres. No obstant això, va poder gaudir de l'amistat i els ensenyaments de Krúglikov.
El 1892 el seu destí sembla millorar en ser nomenat, per recomanació de Txaikovski, com a director del Teatre Mali a Moscou i l'any següent en un càrrec similar en el Teatre Italià. Però la seva mala salut l'obligà a deixar el lloc uns mesos més tard i cercar una cura a la tuberculosi al sud de Crimea.
Romandria a Ialta per la resta de la seva curta vida, completaria aquí dues simfonies i, entre altres partitures instrumentals, la música incidental per l'obra Tsar Boris de Lev Tolstoi produïda al Mali el 1899.
Vers el final de la seva vida, Kalínnikov rebé alguna ajuda financera gràcies al suport de Serguei Rakhmàninov, el qual el visità a Ialta i que restà sorprès per les condicions en què el compositor vivia. La posterior intervenció de Rakhmàninov amb l'editor Jürgenson li va permetre rebre diners per tres cançons i l'oferta de publicar la partitura de la segona simfonia, la que s'estrenà a Kíev el 1898, un any després de la primera, que també havia estat presentada a Moscou, Viena i Berlín.
Rakhmàninov també arranjà el pagament de l'arranjament per a piano d'una anterior simfonia, però Kalínnikov no assolí a sobreviure per a gaudir dels beneficis d'aquest nou acord amb Jurgensen.
Morí abans de complir els 35 anys i al cap de poc Jurgenson oferí a la vídua una suma inesperadament alta per la resta dels manuscrits de Kalínnikov, acotant que tal quantitat es devia bàsicament al fet que la mort de l'autor havia multiplicat per deu el valor de les seves obres.